# Awash
De Awash (Amhaars: :አዋሽ ወንዝ) is een 1200 kilometer lange rivier in Ethiopië die ontspringt op het Ethiopisch Hoogland. Via het Nationaal park Awash stroomt de rivier naar het noordoosten, waar de Awash samenkomt met de Germama om uit te monden in het Abbemeer.
In het dal van de Awash zijn restanten gevonden van de eerste mensachtigen. Het dal en de benedenloop is in 1980 door UNESCO opgenomen op de werelderfgoedlijst.